# Mexikanische Badmintonmeisterschaft 2018
Die Mexikanische Badmintonmeisterschaft 2018 fand vom 14. bis zum 16. Dezember 2018 in Aguascalientes statt. Es war die 68. Auflage der nationalen Titelkämpfe von Mexiko im Badminton.	

## Medaillengewinner
| Disziplin    | Gold                          | Silber                             | Bronze                              |
| ------------ | ----------------------------- | ---------------------------------- | ----------------------------------- |
| Herreneinzel | Job Castillo                  | Luis Montoya                       | Gerardo Saavedra                    |
| Herreneinzel | Job Castillo                  | Luis Montoya                       | Armando Gaitan                      |
| Dameneinzel  | Haramara Gaitan               | Sabrina Solis                      | Adelina Quiñones                    |
| Dameneinzel  | Haramara Gaitan               | Sabrina Solis                      | Paula Lozoya                        |
| Herrendoppel | Andrés López Luis Montoya     | Mauricio Casillas Gerardo Saavedra | Sebastian de la Torre Andres Quadri |
| Herrendoppel | Andrés López Luis Montoya     | Mauricio Casillas Gerardo Saavedra | Sergio Arias Saul Solis             |
| Damendoppel  | Haramara Gaitan Sabrina Solis | Paula Lozoya Fatima Rio            | Mixtli Lupercio Adelina Quiñones    |
| Damendoppel  | Haramara Gaitan Sabrina Solis | Paula Lozoya Fatima Rio            | Aline Angel Denise Quijano          |
| Mixed        | Andrés López Haramara Gaitan  | Saul Solis Sabrina Solis           | Santiago Loza Adelina Quiñones      |
| Mixed        | Andrés López Haramara Gaitan  | Saul Solis Sabrina Solis           | Pedro Martinez Sofia Claudio        |